# 傑登·加德納
傑登·大衛·達雷爾·加德納（2000年5月14日—）為美國男子籃球運動員，場上位置為大前鋒，現效力於台灣職業籃球大聯盟新北國王。

## 職業生涯
2023年7月20日，加德納加盟BNXT聯賽科特賴克馬刺。
2024年8月3日，加德納加盟篮球联邦联赛費希塔拉斯塔。
2025年8月19日，加德納加盟台灣職業籃球大聯盟新北國王。

## 外部連結
- Jayden Gardner在fiba.basketball（英语）
- Jayden Gardner在德國籃球甲級聯賽官網（德语）
- Jayden Gardner在Sports-Reference.com（NCAA）（英语）
- Jayden Gardner在Proballers（英语）
- Jayden Gardner在RealGM（球員）（英语）